# Лука Бар
Лука Бар је главна лука у Црној Гори. Налази се у Бару.

## Историја
Лука Бар користила се као морска лука за Скадар, пре него што су је Турци освојили 1571. године. Одмах након освајања Бара, Турци су саградили малу луку са једним лукобраном и дрвеним молом. Ова бивша турска лука се одржава и шири од 1878. године, када је Црна Гора задобила Бар након што је постала званично независна од Османског царства. Црна Гора је постала прва јужнословенска држава која је имала луку на мору.
Градња луке формално је започела 23. марта 1905. године, када је Никола I Петровић Његош, са јахте Румија, у море поставио камен темељац, у који су уклесани његови иницијали и датум. Лука Бар званично је започела изградњу 27. јуна 1906. године, иако је лука основана истог дана. Коен Калиа, италијански стручњак за поморску градњу, дизајнирао је луку за годишњи промет од три милиона тона. Упркос свим плановима, само лукобран од 250 метара изграђен је и пуштен у употребу 23. октобра 1909.
За време Другог светског рата, Немци су 1944. године готово потпуно минирали и уништавали луку, повлачећи се. Обнова је започела 1950. године, а изградња велике луке почела је четири године касније. Прва фаза је завршена 1965, друга која је имала у свом плану годишњи промет од око 5 милиона тона терета готово је завршена, када је катастрофални земљотрес погодио 1979. године, уништивши више од половине његових модерних лучких објеката.

## Операције
Будући да је црногорско тржиште премало да би у потпуности искористило своје капацитете и учинило луку профитабилном, опште је прихваћено да лука Бар мора да набави нова тржишта на којима ће се сналазити. Године 1976. завршени су радови на изградњи аутопута и пруге Београд—Бар који су омогућавали повезивање луке са српским, а самим тим и централноевропским тржиштем.

### Трајектне линије
- Бар—Бари, Бари—Бар